# South Branch Tionesta Creek
Der South Branch Tionesta Creek ist der 21 Kilometer lange, linke Quellfluss des Tionesta Creek, der im Nordwesten des US-Bundesstaates Pennsylvania verläuft. Er durchfließt ein schmales Tal im Allegheny National Forest in den Countys Elk, Forest und Warren. Sein Einzugsgebiet misst rund 224 Quadratkilometer.

## Verlauf
Der Fluss entsteht durch den Zusammenfluss seines linken Quellbachs Wolf Run und seines rechten Quellbachs Martin Run auf 465 m im nordöstlichen Teil der Highland Township im Elk County. Nach kurzem Lauf nach Südwesten ergiesst sich von links der Coon Run, der längste linksseitige Zufluss. Nach der Einmündung des Chaffee Run gleich anschließend wendet er sich nach Nordwesten und erreicht nach der Mündung des Crane Run von rechts die Howe Township im Forest County. Er passiert die Unincorporated community Brookston, wo ihm der Fork Run und der Bogus Run zufließen.
Kurz nach Brookston überquert er die Grenze zum Warren County und verläuft nun in der Sheffield Township. Von rechts münden zugleich der Cherry Run und der Martin Run sowie kurz danach der East Branch Tionesta Creek, ehe am Flussufer eine kleine Ansiedlung folgt. Er unterquert die Pennsylvania State Route 666 und bildet kurz danach, auf 397 m wenig südlich von Sheffield, zusammen mit dem West Branch Tionesta Creek den Tionesta Creek.